# Grubetiće
Grubetiće (en serbe cyrillique : Грубетиће) est un village de Serbie situé sur le territoire de la Ville de Novi Pazar, district de Raška. Au recensement de 2011, il comptait 139 habitants.

## Démographie

### Évolution historique de la population
| 1948 | 1953 | 1961 | 1971 | 1981 | 1991 | 2002 | 2011 |
| ---- | ---- | ---- | ---- | ---- | ---- | ---- | ---- |
| 427  | 495  | 568  | 513  | 384  | 269  | 259  | 139  |

|  |